# Tualang Tuha
Tualang Tuha is een bestuurslaag in het regentschap Aceh Utara van de provincie Atjeh, Indonesië. Tualang Tuha telt 326 inwoners (volkstelling 2010).